# Kienersrüti

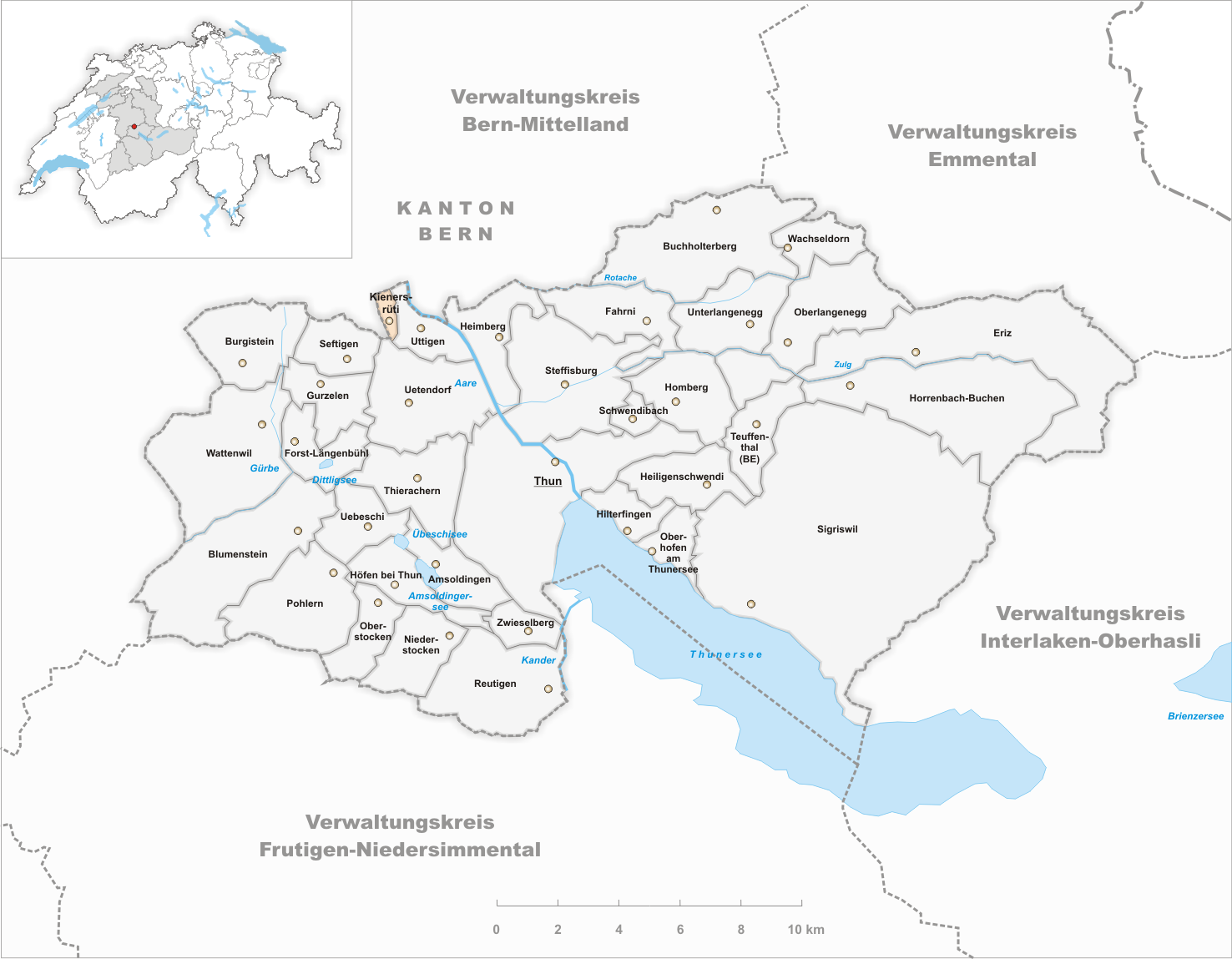
Gemeindestand vor der Fusion am 1. Januar 2014

Kienersrüti ist eine Ortschaft in der Einwohnergemeinde Uttigen im Schweizer Kanton Bern. Bis zum 31. Dezember 2013 war Kienersrüti eine eigene Einwohnergemeinde. Am 1. Januar 2014 fusionierte sie zur Gemeinde Uttigen.

## Geographie
Kienersrüti liegt auf 579 m ü. M., sieben Kilometer nordwestlich der Stadt Thun (Luftlinie). Das Bauerndorf erstreckt sich auf einem Hügelrücken der südlichen Ausläufer des Belpberges, zwischen dem Limpachtälchen im Westen und der Aareniederung im Osten.
Die Fläche des nur gerade 0,8 km² grossen Gebiets der ehemaligen Gemeinde umfasst einen Abschnitt des Aaretals zwischen Bern und Thun. Die westliche Grenze verläuft entlang dem kanalisierten Limpach. Von hier erstreckt sich die Ortschaft ostwärts über die flache, ehemals sumpfige Talmulde bis auf den Höhenrücken von Kienersrüti, der vom eiszeitlichen Aargletscher überformt wurde. Mit 600 m ü. M. wird im Wald des Limpachhubels die höchste Erhebung der Ortschaft erreicht. Von der Gemeindefläche entfielen 1997 5 % auf Siedlungen, 12 % auf Wald und Gehölze und 83 % auf Landwirtschaft.
Zu Kienersrüti gehören einige Hofgruppen und Einzelhöfe. Nachbarorte bzw. ‑gemeinden von Kienersrüti sind Uttigen, Kirchdorf, Uetendorf und Noflen.

## Bevölkerung
Kienersrüti gehörte zu den kleinsten Gemeinden des Kantons Bern. Von den Bewohnern gaben im Rahmen der Volkszählung 2000 alle Deutsch als Muttersprache an. Die Bevölkerungszahl von Kienersrüti belief sich 1850 auf 91 Einwohner, 1900 nur noch auf 48 Einwohner. Im Verlauf des 20. Jahrhunderts stieg die Bevölkerungszahl bis 1950 wieder auf 79 Personen an. Seither wurde durch starke Abwanderung ein Bevölkerungsrückgang von fast 40 % verzeichnet.

## Wirtschaft
Kienersrüti lebt noch heute von der Landwirtschaft, insbesondere vom Ackerbau und der Viehzucht. Ausserhalb des primären Sektors sind keine Arbeitsplätze im Dorf vorhanden. Einige Erwerbstätige sind Wegpendler, die hauptsächlich in den grösseren Ortschaften der Umgebung und im Raum Thun arbeiten.

## Verkehr
Die Gemeinde liegt abseits der grösseren Durchgangsstrassen, die Hauptzufahrt erfolgt von Uttigen. Der nächste Anschluss an die Autobahn A6 (Bern–Thun) befindet sich rund 5 km vom Ortskern entfernt. Kienersrüti besitzt keine Anbindung an das Netz des öffentlichen Verkehrs.

## Geschichte
Die erste urkundliche Erwähnung des Ortes erfolgte erst 1676 unter dem Namen Kienersrütte. Später erschienen die Schreibweisen Kieners Rütti (1739) und Kienersreuti (1838). Der Ortsname bezeichnet eine Rodung (althochdeutsch riod) der Familie Kiener.
Das Gebiet von Kienersrüti gehörte früher zum Machtbereich der Freiherren von Kramburg. Unter Berner Herrschaft (seit der Reformation 1528) war es dem Landgericht Seftigen unterstellt, während die kirchlichen Rechte (Zehnten) die Chorherren von Amsoldingen innehatten. Im Jahre 1742 wurde Kienersrüti eine selbständige Gemeinde. Nach dem Zusammenbruch des Ancien Régime (1798) gehörte Kienersrüti während der Helvetik zum Distrikt Seftigen und ab 1803 zum Oberamt Seftigen, das mit der neuen Kantonsverfassung von 1831 den Status eines Amtsbezirks erhielt. Heute arbeitet das Dorf eng mit dem Nachbarort Uttigen zusammen.

## Sehenswürdigkeiten
Zu den Sehenswürdigkeiten des Ortes zählt das Ofenhaus, das 1996 restauriert wurde. In den Hofgruppen sind charakteristische Bauernhäuser des Berner Stils aus dem 18. und 19. Jahrhundert erhalten. Kienersrüti besitzt kein eigenes Gotteshaus, es gehört zur Pfarrei Kirchdorf.